# Castellanos de Villiquera
Castellanos de Villiquera ist ein westspanischer Ort und eine aus dem Hauptort sowie mehreren Weilern (pedanías) bestehende Gemeinde (municipio) mit 703 Einwohnern (Stand: 2024) in der Provinz Salamanca in der Autonomen Gemeinschaft Kastilien-León. Bis zum Jahr 1985 hieß der Ort La Mata de Armuña.

## Lage und Klima
Der Ort Castellanos de Villiquera liegt in der kastilischen Hochebene nur etwa 13 km (Fahrtstrecke) nördlich der Provinzhauptstadt Salamanca in einer Höhe von ca. 825 m. Das Klima ist gemäßigt bis warm; Regen (ca. 400 mm/Jahr) fällt hauptsächlich im Winterhalbjahr.

## Bevölkerungsentwicklung
| Jahr      | 1857 | 1900 | 1950 | 2000 | 2017 |
| Einwohner | 664  | 392  | 275  | 587  | 670  |

Der leichte Bevölkerungsanstieg seit Beginn des 21. Jahrhunderts ist auf die Planung und Schaffung von Neubauvierteln in der Nähe zur Großstadt Salamanca zurückzuführen.

## Wirtschaft
Die Bevölkerung der Gemeinde lebte jahrhundertelang als Selbstversorger von der Landwirtschaft, zu der auch die Viehzucht gehörte; überschüssige Erträge konnten in Salamanca verkauft werden. Im Ort selbst haben sich Handwerker und Kleinhändler niedergelassen.

## Geschichte
Man nimmt an, dass der keltische Volksstamm der Vettonen hier siedelte, doch von ihnen wie auch von den Römern, Westgoten und selbst von den im 8. Jahrhundert nach Norden vorgedrungenen Mauren fehlen jedwede Spuren. Nach der um das Jahr 1200 erfolgten endgültigen christlichen Rückeroberung (reconquista) gab König Alfons IX. von León das Gebiet von Castellanos zur Wiederbesiedlung (repoblación) frei – an diese Zeit erinnert auch der Ortsname, dessen erste urkundliche Erwähnungen aus dem 13. Jahrhundert stammen.

## Sehenswürdigkeiten
Castellanos de Villiquera
Die Iglesia de San Juan Bautista entstand in der ersten Hälfte des 16. Jahrhunderts an der Stelle eines mittelalterlichen Vorgängerbaus; als Architekt wird zuweilen Rodrigo Gil de Hontañón genannt. Der Eingang befindet sich – von einer kleinen Vorhalle (portico) geschützt – auf der Südseite. Das etwa 10 m breite und ebenso hohe Innere der Kirche ist einschiffig und gewölbt. Der Chorbereich mitsamt Querhaus wurde im 17. Jahrhundert erneuert. Das barocke Retabel des Hochaltars enthält einige Bildtafeln des 16. Jahrhunderts.
Umgebung
Die Kirche im Weiler Carbajosa de Armuña beherbergt einen sehenswerten spätbarocken Altarretabel (retablo) im Stil des Churriguerismus.